# Allobichus
Allobichus († 410) war ein spätantiker römischer Heermeister (magister militum).

## Leben
Allobichus’ Name ist germanischer Herkunft. Er wird in den griechischen Quellen mit Allabichos, Ellebichos oder Alabichos angegeben; seine germanische Form mag Alawig/Alavich gelautet haben. Im römischen Heer der Spätantike stiegen viele Germanen zu höchsten Positionen auf (siehe dazu Magister militum#Herkunft). Ein weiterer war Ellebichus, der in den 380er Jahren magister militum war; aufgrund der Ähnlichkeit der Namen lässt sich vermuten, dass er ein Verwandter des Allobichus war. Über seinen Aufstieg ist nichts gesichertes bekannt. Er könnte jedoch mit einem Mann namens Vallovicus identisch sein, weil die Schreibweise von germanischen Namen in den antiken Quellen häufig variiert. Der Bischof Palladios berichtet, dass er die Tochter des Vallovicus, Veneria, im Jahr 405 in Rom traf, und erwähnt in diesem Zusammenhang, ihr Vater sei zu dieser Zeit comes gewesen, hatte also einen hohen Rangtitel inne.

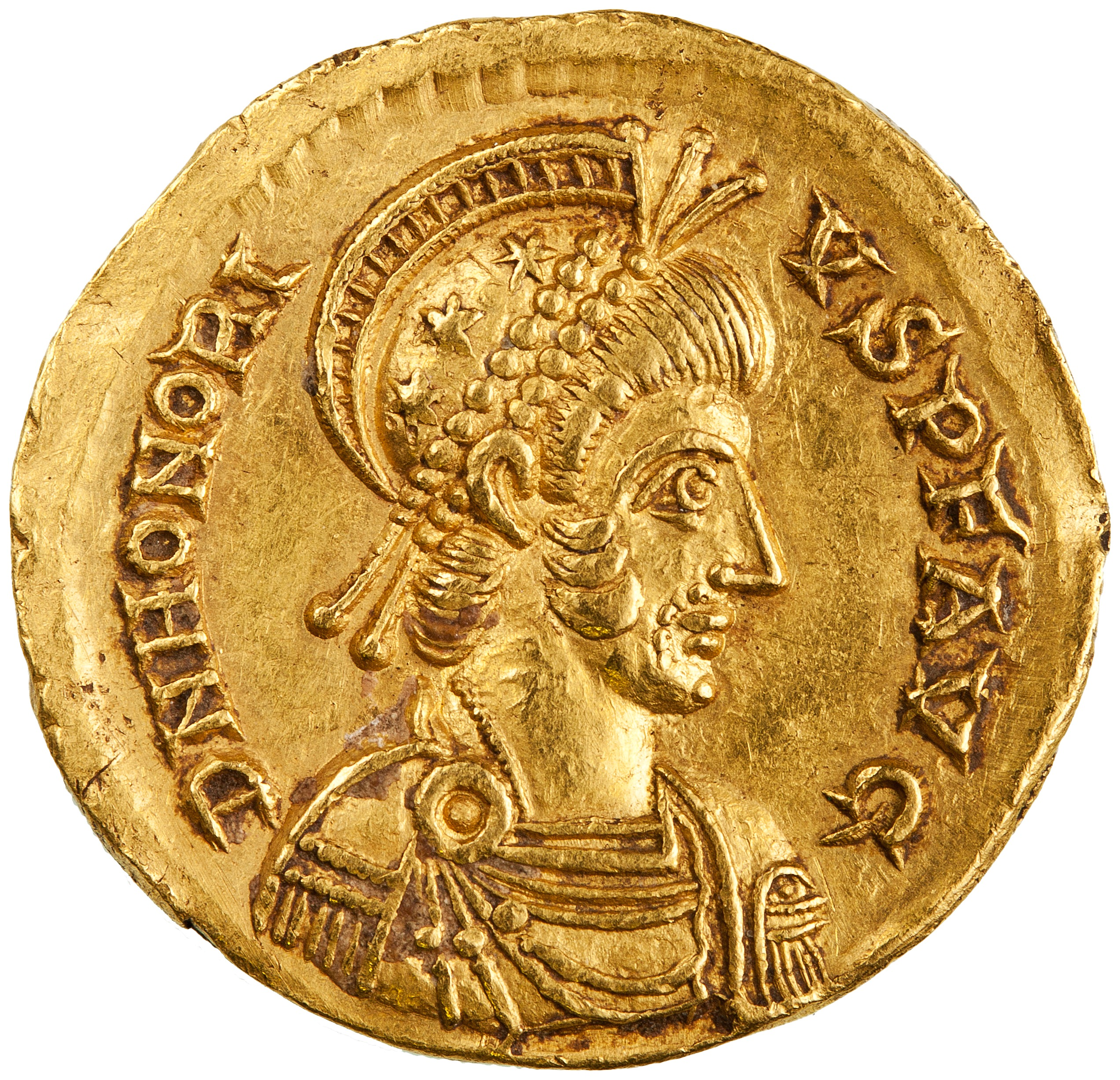
Solidus des Kaisers Honorius, zwischen 408 und 423

Im Jahr 409 diente Allobichus bereits als Kommandeur der Leibwache (comes domesticorum) des weströmischen Kaisers Honorius. 408 war der Heermeister Stilicho, der seit 395 als Vormund des damals noch jungen Kaisers (* 384) fungiert hatte, hingerichtet worden. Nach dem Sturz des magister officiorum Olympius im Jahr 409 begegnet Allobichus das erste Mal gesichert in den Quellen. Laut dem Geschichtsschreiber Zosimos instigierte Allobichus im Frühjahr 409 gemeinsam mit dem Prätorianerpräfekten Iovius eine Revolte der Soldaten in der Kaiserresidenz Ravenna. Die Revolte richtete sich gegen die nach dem Sturz Stilichos eingesetzten Heermeister Turpilio und Vigilantius, die auf Druck der Soldaten ermordet wurden, und den Oberkämmerer (praepositus sacri cubiculi) Terentius, der in den Osten geschickt wurde.
Damit hatten Iovius und Allobichus die Zügel am Hof in der Hand. An Stelle des Terentius wurde Eusebius Oberkämmerer; Allobichus übernahm die Position des Vigilantius als Heermeister der Kavallerie (magister equitum). Vermutlich hatte er das Amt eines magister equitum per Gallias inne, also formal das Heermeisteramt für Gallien. Da Gallien aber von dem Usurpator Konstantin III. kontrolliert wurde, war dies nur eine formale Zuschreibung. Auf welche Truppen sich Allobichus stützte, ist schwer zu sagen; vielleicht waren einige gallische Truppen vor Konstantin nach Italien geflohen. Seine Heermeisterkollegen waren wohl der magister peditum praesentalis (Befehlshaber der Infanterie) Flavius Constantius und der magister equitum praesentalis Valens, vielleicht 410 gefolgt von Sarus. Insgesamt scheint die bei Honorius verbliebene Armee in dieser Zeit so schwach gewesen zu sein, dass die Heermeister keinen Feldzug wagten.
Das Weströmische Reich befand sich zu dieser Zeit in einer tiefen Krise. 407 hatte sich Konstantin III. als Gegenkaiser in Britannien erhoben, mittlerweile kontrollierte er auch Gallien und Hispanien. Seit Herbst 408 befand sich Alarich mit seinen Goten in Italien; er ließ 409 in Rom den Stadtpräfekten Priscus Attalus zum Gegenkaiser ausrufen. Nur wenig später verließ deshalb Iovius Ravenna, um mit Alarich zu verhandeln. In dieser Phase scheint der Kämmerer Eusebius in Ravenna eine besondere Machtposition besessen zu haben. Wohl deshalb ließ Allobichus Eusebius wenig später beseitigen; er wurde demonstrativ vor den Augen des Kaisers brutal ermordet. Derweil scheint Allobichus in Verhandlungen mit Konstantin III. getreten zu sein; im Frühjahr 409 und noch einmal im Herbst des Jahres wurden Einigungen zwischen Konstantin und dem Hof des Honorius geschlossen.
Im Jahr 410 marschierte Konstantin III., der zwischenzeitlich durch den Aufstand seines Generals Gerontius in Gallien in Bedrängnis geraten war, in Italien ein. Offenbar war er dazu durch eine Absprache mit Allobichus ermutigt worden. Zwar ist deren genaue Natur unklar, doch lässt sich vermuten, dass Allobichus Honorius durch einen fähigeren Regenten ersetzt sehen wollte. Möglich ist auch, dass er die Heere des Honorius und die Konstantins vereinigen wollte, um gemeinsam gegen Alarich vorzugehen. Allobichus geriet jedenfalls am Hof des Honorius in den Verdacht, Konstantin als Kaiser einsetzen zu wollen. Als Konstantin bereits kurz davor stand, den Po zu überqueren, ließ Honorius seinen General bei einer öffentlichen Prozession, bei der er selbst zugegen war, hinrichten, womit er dem Volk gegenüber seine Autorität durchgesetzt hatte. Daraufhin zog sich Konstantin wieder nach Gallien zurück.
Die Hinrichtung des Allobichus fand wohl kurz nach der Plünderung Roms durch Alarichs Goten vom 24. bis 26. August 410 statt. Sein direkter Nachfolger als magister equitum per Gallias wurde wahrscheinlich Ulfilas; sein Nachfolger als mächtiger Hofheermeister wurde schließlich Flavius Constantius, der Anfang 421 als Constantius III. sogar von Honorius zum Mitkaiser erhoben wurde und faktisch die Regierungsgeschäfte bis zu seinem unerwarteten Tod im selben Jahr leitete.